# Стрмец при Светем Флоријану
Стрмец при Светем Флоријану (словен. Strmec pri Svetem Florijanu) је насељено место у општини Рогашка Слатина, Савињска регија, Словенија.

## Историја
До територијалне реорганизације у Словенији био је у саставу старе општине Шмарје при Јелшах.

## Становништво
У попису становништва из 2011. године, Стрмец при Светем Флоријану је имао 149 становника.
| Број становника према пописима | Број становника према пописима | Број становника према пописима |
| ------------------------------ | ------------------------------ | ------------------------------ |
| 1991                           | 2002                           | 2011                           |
| 200                            | 171                            | 149                            |

Напомена: До 1953. исказивано под именом Стрмец, а од 1953. до 1993. године Стрмец при Рогатцу. Године 1993 умањено за део насеља који је припојен насељу Свети Флоријан.